# Трансуретрална микроталасна термотерапија
Трансуретрална микроталасна термотерапија (акроним TUMT од енг. речи Transurethral microwave therapy) је амбулантна минимално инвазивна терапијска процедура за лечење уролошких симптома изазваних малом или умерено увећаном простатом.

## Опште информације
Трансуретрална микроталасна термотерапија (ТУМТ) као минимално инвазивна, процедура за лечење симптома доњих мокраћних путева изазваних бенигном хиперплазијом простате, свој учинак заснива на коагулационој некрози ткива простате. Некрозу изазва температура, прецизно циљаним, високоенергетским микроталасним зрачењем које се испоручује трансуретрално, уз добар опоравка и минималне нуспојаве.
Иновације у последњих неколико деценија биле су усредсређене на побољшање контроле у области аблације и минимизирање колатералног оштећења уретралног ткива, па су се произвођачи уређаја одлучили да се фокусирају на решавање различитих проблема. Без обзира на то, још увек постоји недостатак доказа који подржавају усвајање било ког посебног ТУМТ модалитета у односу на остале. У поређењу са дугогодишњим хируршким златним стандардом — трансуретралном ресекцијом простате, све већи број доказа сматра да је ТУМТ инфериорнија у погледу смањења симптома и брзине њиховог повлачења и ретретмн, али супериорнији у односу на озбиљне постоперативне нежељене догађаје.

## Значај
Трансуретрална микроталасна термотерапија пружа пацијентима једнократно ефикасно лечење симптома доњих мокраћних путова услед бенигне хипертрофије простате. Спада у групу алтернативних третмана за лечење, као што су:
- фармакотерапија алфа блокаторима,[7]
- трансуретрална ресекција простате (ТУРП),
- трансуретрална аблација простате,
- фотоселективна вапоризација простате,
- радикално уклањање простате или простатектомија.[8]

Нека од истраживања показала су да ТУМТ побољшао симптоме и проток урина који значајно бољи од оних након употребе теразосина (контролисаног алфа-блокатора), али не и након примене ТУМТ.

### Добре стране
Добре стране трансуретралне микроталасне термотерапија су:
- Нижи ризик од крварења.
- Добра опција за мушкарце који узимају средство за разређивање крви или имају поремећај крварења који не дозвољава нормално згрушавање крви.
- Нема боравка у болници, јер се ТУМТ обично ради амбулантно
- Сигурнија опција од операције код пацијената који имају неке друге здравствене проблеме.
- Нижи ризик од сувог оргазма, јер за разлику од других метода ТУМТ има мањи ризик од неких других третмана који изазивају ослобађање сперме у бешику током ејакулације, а не ван тела кроз пенис (ретроградна ејакулација). Није штетно, али може да омета оплодњу партнера.[12]

## Метода
Изводи се тако што се мала микроталасна антена убацује кроз отвор на врху вашег пениса у уретру, цев која омогућава евакуацију мокраће из мокраћне бешике у спољашњу средину. Када антена доспе до подручја уретре окруженог увећаном простатом, она емитује дозу микроталасне енергије која загрева и уништава вишак ткива простате и тако деблокира проток мокраће у том делу уретре.
Како интервенција може бити болна, ТУМТ се изводи општој или спинална анестезији.
ТУМТ је једна од неколико минимално инвазивних опција лечења повећане простате, стања познатог као доброћудна хиперплазија простате (БПХ). Да би одредио прави начин лечења за вас, ваш лекар ће размотрити тежину ваших симптома, све друге здравствене проблеме које имате и величину и облик ваше простате.
Овај третман који се обавља у једној сесији, обично не захтева ноћење у болници, а са сексуалним активностима пацијент може наставити након 1 до 2 недеље од операције.

## Компликације
Трансуретрална микроталасна термотерапија је у начелу углавном безбедан са неколико, али најчешће без већих компликација, које могу да укључују:
Ново појављивање или погоршање мокраћних симптома
Понекад ТУМТ може резултоватии хроничном упалом простате. Упала може проузроковати симптоме као што су честа или хитна потреба за мокрењем и болно мокрење.
Привремена потешкоћа са мокрењем
Могу трајати неколико дана након поступка, шшто захтева примену катетера, да би нормално отицао урин из мокраћног бешике.
Инфекција уринарног тракта
Ова врста инфекције могућа је компликација након било ког поступка на простати. На појаву инфекције може утицати дужина ношења катетер. Може се спречити антибиотици за лечење инфекције.
Потреба за поновним лечењем
ТУМТ може бити мање ефикасна метода за умањење уринарних симптома у односу на друге минимално инвазивне третмане или операције. Понекад ће бити потребно да се пацијент поново лечи неком другом терапијом за бенигну хипертрофију простате.

## Контраиндикације
Због могућих компликација, лечење ТУМТ може бити контраиндиковано код:
- Имплантата пениса
- Сужавање уретре (уретрална стриктура)
- Одређених врста бенигног увећања простате јер неповољно утиче на одређена подручје простате (нпр средњи режањ)

## Прогноза
Према једној студији успешност трансуретралне микроталасне термотерапије код пацијената средња старости 65,2 +/- 9,8 година, била је 39,1% (15,6% потпун одговор и 23,5% делимични одговор).
Можда ће бити потребно неколико недеља до месеци да пацијент осети побољшање мокраћних симптома. До дога долази јер је телу потребно време да се разбије и апсорбује обрасло ткиво простате које је уништено микроталасном енергијом.
Након трансуретралне микроталасне термотерапије, важно је да пацијент након интервенције најмање једном годишње обави дигитални ректални преглед како би лекар проверили простату и евентуално открио рак простате.
Ако пацијент после извесног времена од интервенције уочи погоршање уринарних симптома, мора се одмах обратити свом лекару, ради евентуално потребног поновног лечења.